# Bijje Baulanjaureh (Kalls socken, Jämtland, 707936-137673)
Bijje Baulanjaureh är en sjö i Åre kommun i Jämtland och ingår i Indalsälvens huvudavrinningsområde. Sjön har en area på 0,461 kvadratkilometer och ligger 695,1 meter över havet.

## Delavrinningsområde
Bijje Baulanjaureh ingår i det delavrinningsområde (707937-137766) som SMHI kallar för Mynnar i Nedre Lill-Mjölkvattnet. Medelhöjden är 704 meter över havet och ytan är 7,47 kvadratkilometer. Det finns inga avrinningsområden uppströms utan avrinningsområdet är högsta punkten. Vattendraget som avvattnar avrinningsområdet har biflödesordning 3, vilket innebär att vattnet flödar genom totalt 3 vattendrag innan det når havet efter 302 kilometer. Avrinningsområdet består mestadels av skog (30 procent) och kalfjäll (64 procent). Avrinningsområdet har 0,47 kvadratkilometer vattenytor vilket ger det en sjöprocent på 6,2 procent.